# Batalla d'Uras
La batalla d'Uras va ocórrer prop de la localitat d'Uras (Sardenya) l'any 1470.

## Antecedents
Lleonard d'Alagó no va permetre casar-se a la seva filla Eleonora amb el virrei Nicolau Carròs d'Arborea i de Mur, i la ofensa va provocar repressió i la conseqüent revoltà contra el virrei el 1470.

## Batalla
Antonio Dessena, vescomte de Sanlupi, comandant de les tropes del virrei de Sardenya Nicolau Carròs d'Arborea, va morir al principi de la batalla i els seus homes van quedar desorganitzats i Lleonard d'Alagó va guanyar la batalla. Fou la primera vegada que s'utilitzaren canons de batalla a l'illa de Sardenya, per part de les tropes reialistes, que no van servir, tot i això per a aconseguir la victòria.

## Conseqüències
Les forces rebels, que van ocupar diverses terres i castells, entre els quals la fortalesa de Sanluri i l'altra de Monreale i Lleonard d'Alagó va dirigir-se a Càller, on es trobava Nicolau Carròs d'Arborea, que va oferir la pau veient el ràpid avanç dels rebels, que contaven amb el suport dels Doria i el Ducat de Milà, i el 12 de juliol de 1473 fou confirmat com marquès d'Oristany,
La revolta va continuar i va ser finalment vençuda a la batalla de Macomer, vuit anys més tard, consolidant el domini reial sobre l'illa.